# Чуковац (община Враня)
Чуковац или Чуковец (на сръбски: Ћуковац или Ćukovac) е село в Югоизточна Сърбия, Пчински окръг, Град Враня, община Враня.

## География
Селото е разположено във Вранската котловина, близо до десния бряг на Южна Морава. Отстои на 7,2 km. югоизточно от общинския и окръжен център Враня, на 3 km. южно от село Топлац, на 3,3 km. западно от село Дулан и на 2,6 km североизточно от село Златокоп.

## История
По време на Първата световна война селото е във военновременните граници на Царство България, като административно е част от Вранска околия на Врански окръг и е обособено в самостоятелна община.Наброява 870 жители.

## Население
Според преброяването на населението от 2011 г. селото има 1029 жители.

### Етнически състав
Данните за етническия състав на населението са от преброяването през 2002 г.
- сърби – 1003 жители (99,60%)
- македонци – 2 жители (0,19%)
- хървати – 1 жител (0,09%)
- българи – 1 жител (0,09%)